# Parafia Bożego Ciała w Bytomiu-Miechowicach
Parafia Bożego Ciała w Bytomiu-Miechowicach – parafia metropolii katowickiej, diecezji gliwickiej, dekanatu Bytom-Miechowice Kościoła katolickiego obrządku łacińskiego. Parafia powstała w 1918 roku.

## Kościół parafialny
Kościół parafialny pod wezwaniem Bożego Ciała w Bytomiu-Miechowicach wzniesiony został w latach 1914–1917 na podstawie projektu architekta Teodora Ehla. Budowę rozpoczęto 1 kwietnia 1914 roku. Prace zostały wykonane pod bezpośrednim kierownictwem proboszcza miechowickiej parafii Świętego Krzyża księdza prałata Jana Kubotha. Kościół ma 48 metrów długości, 29 metrów szerokości i powierzchnię 777 m². Budowę kościoła ukończono w 1917 roku. Uroczystej konsekracji dokonał 6 października 1917 roku ówczesny arcybiskup metropolita wrocławski kardynał Adolf Bertram. Parafia została erygowana 1 maja 1918 roku. Kościół Bożego Ciała jest trójnawową bazyliką, murowany z cegły i otynkowany, wzniesiony na planie krzyża łacińskiego. Wystrój kościoła jest stylowy, stanowi połączenie nowoczesnego funkcjonalizmu z neobarokiem. Obrazuje życie, mękę, śmierć i chwałę Chrystusa. Powstał wówczas imponujących rozmiarów ołtarz główny z pięknym obrazem przedstawiającym Ostatnią Wieczerzę namalowanym przez nieznanego artystę szkoły monachijskiej (być może namalowany został przez Antona Figla z Monachium, współpracującego w Bytomiu z Teodorem Ehlem). Obecnie główny ołtarz zdobią także rzeźby przedstawiające święta Jadwigę i świętego Jacka. Z tego okresu pochodzą też ołtarze boczne: Najświętszej Maryi Panny, Najświętszego Serca Pana Jezusa i Matki Bożej Bolesnej. W latach 1951–1969 uzupełniono wystrój wnętrza kościoła o kolejne ołtarze: świętego Franciszka, świętego Krzyża, III upadku Pana Jezusa pod krzyżem, Pana Jezusa na Górze Oliwnej, świętej Barbary i ołtarz soborowy, chrzcielnicę w formie osobnego ołtarza, ambonę.  Wszystkie prace rzeźbione w drewnie i polichromowane, utrzymane w bardzo stylowym neobaroku wykonał artysta rzeźbiarz Franciszek Masorz z Rybnika. Malowidło ścienne na łuku przed prezbiterium przedstawiające „cudowne rozmnożenie chleba” zniszczone pod wpływem działania szkód górniczych, zostało w 1989 roku odtworzone przez malarza Pawła Majoka. Wieża o wysokości 47 metrów została ukończona 24 lipca 1915 roku. Zgodnie z projektem hełm wieży miał być pokryty blachą miedzianą, lecz ze względu na II wojnę światową został wykonany z dachówek, po remoncie w 1980 roku dach wyłożono blachą cynkową, następnie wymieniono pokrycie na blachę miedzianą w czasie remontu 1996 roku. W narożach wieży tworzących boki ośmiokąta usytuowane są rzeźby symbolizujące czterech ewangelistów: anioł (Mateusz), byk (Łukasz), lew (Marek) i orzeł (Jan). Tutaj także umiejscowiono cztery zegary.

## Proboszczowie[1]
- 1918 – 1919 : ks. Stanisław Śmieja (administrator)[2]
- 1919 – 1936 : ks. Augustyn Demski
- 1936 – 1942 : ks. Józef Cichoń
- 1942 – 1978 : ks. Jan Sossalla
- 1978 – 1994 : ks. Hubert Nalewaja
- od 1994 : ks. Henryk Oleś